# Rito bizantino

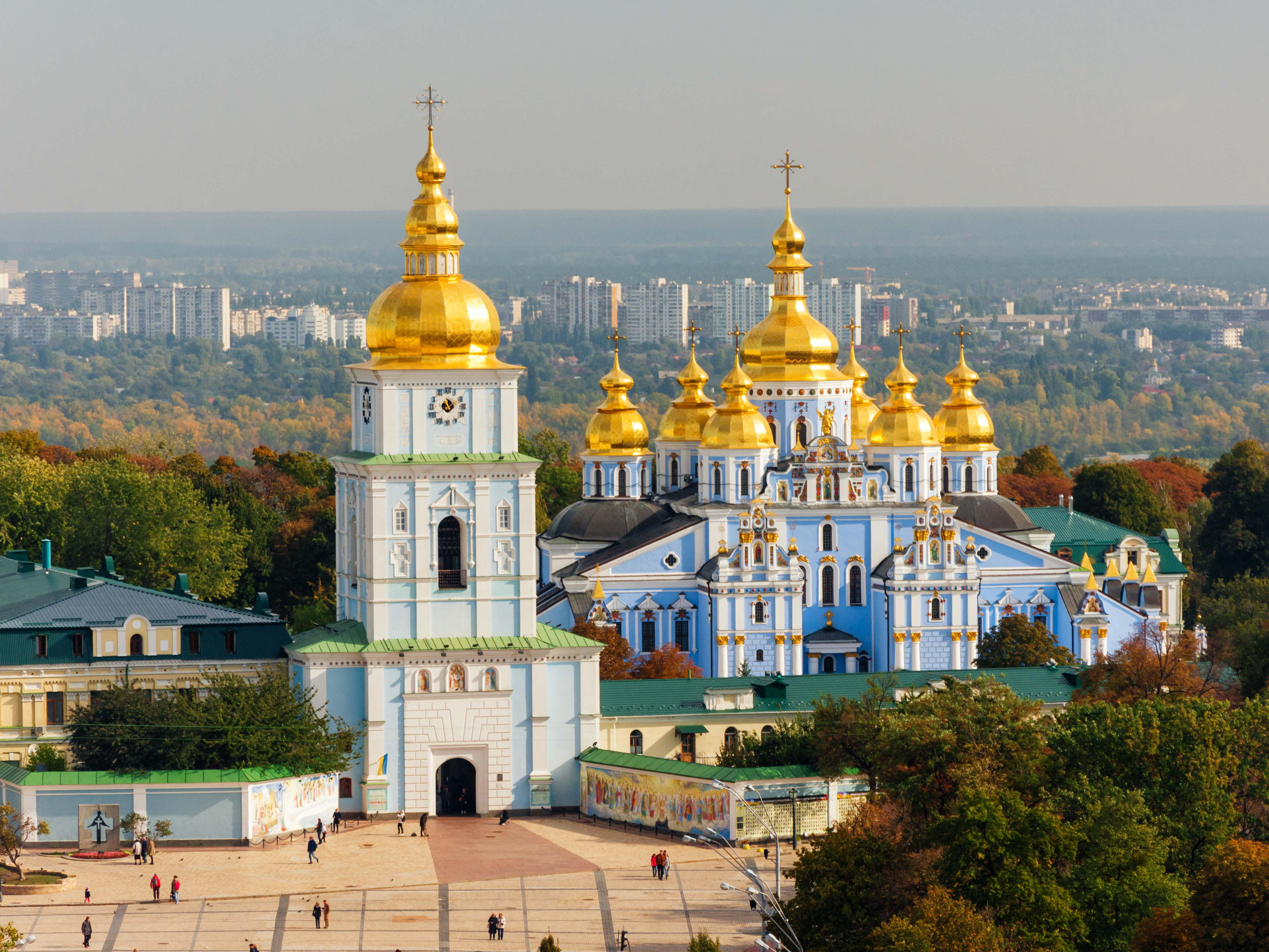
Mosteiro de São Miguel das Cúpulas Douradas, em Kiev (Ucrânia)

O rito bizantino, por vezes igualmente designado rito constantinopolitano e também chamado rito grego, é o rito da antiga Constantinopla que é usado nos dias de hoje como rito ordinário da Igreja Ortodoxa e de boa parte da Igreja Católica Oriental, além de minorias na Comunhão Anglicana e no luteranismo.

É um dos ritos existentes mais antigos, tendo seus precursores nas práticas da Igreja Primitiva, mas passando por diversas adições em combate a controvérsias religiosas e com a elaboração das festas. Sua liturgia mais antiga é Divina Liturgia, composta pelo metropolita de Cesareia epônimo no século IV, com base na Divina Liturgia de São Tiago, em costumes da Capadócia e nas Constituições Apostólicas. Santo Basílio pessoalmente falou em diversas ocasiões das mudanças que fez em serviço de Cesareia. O rito, pois, começou a formar sua identidade na Capadócia, sendo então transportado para Constantinopla e subsequentemente influenciado pelo rito antioquino primitivo, pelo que é frequentemente conhecido como "rito constantinopolitano". Sua forma atual é uma síntese de dois ritos distintos: o rito de catedral, como era praticado na Santa Sofia, e o typikon de Mar Saba. A este elemento monástico é devida a extrema complexidade deste rito.

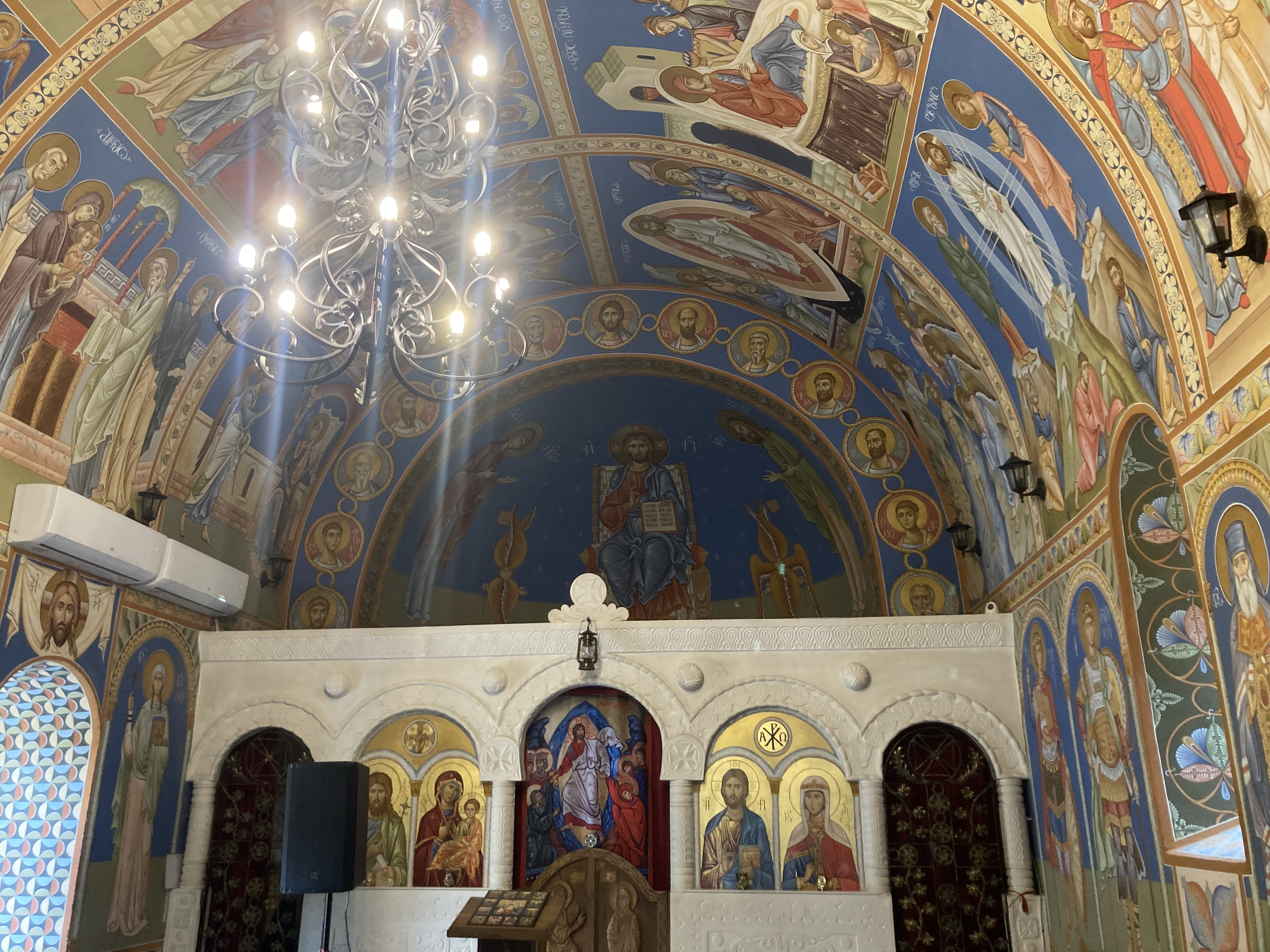
Igreja Ortodoxa na Geórgia

Possui quatro ordinários para a celebração eucarística, conhecida como Divina Liturgia: a de São Basílio e São Tiago supracitadas; a de São João Crisóstomo, simplificação da de São Basílio hoje ordinária e a de São Gregório o Grande, utilizada para os pré-santificados. Outras liturgias podem vir a ser usadas em menor escala.
O rito bizantino orienta sua musicação a partir do octoeco, cujos modos são alternados ao longo de seu ano litúrgico próprio. Há diferenças radicais, contudo, na interpretação do octoeco entre diferentes celebrantes do rito bizantino, com uma matriz grega, uma eslava oriental com grandes ramificações e uma diversificada tradição georgiana.
Além da Igreja Ortodoxa de forma geral, é utilizada nas seguintes igrejas católicas orientais:

### Igrejas Católicas Orientais
| Igreja                                       | Sede | Estrutura | Ano de Reconhecimento |
| -------------------------------------------- | --- | --- | --------------------- |
| Igreja Católica Bizantina Albanesa           | Pró-Catedral de Santa Maria e São Luís, em Vlorë (Albânia) | Administração Apostólica (Albânia Meridional) | 1628                  |
| Igreja Católica Bizantina Bielorrussa        | Nenhuma | Administração Apostólica | 1596                  |
| Igreja Greco-Católica Búlgara                | Catedral da Dormição, em Sófia, Bulgária | Eparquia (Sófia) | 1861                  |
| Igreja Greco-Católica da Croácia e da Servia | - Catedral Greco-Católica da Santíssima Trindade (Eparquia de Križevci), em Križevci (Croácia) - Co-Catedral Greco-Católica dos Santos Cirilo e Metódio (Eparquia de Križevci), em Zagreb (Croácia) - Catedral de São Nicolau (Eparquia de Ruski Krstur), Ruski Krstur (Sérvia)                 | Sem estrutura unificada: Eparquia (Križevci e Ruski Krstur) | 1611                  |
| Igreja Católica Bizantina Grega              | - Catedral da Santíssima Trindade (Exarcado Apostólico da Grécia), em Atenas - Catedral Greco-Católica da Santíssima Trindade (Exarcado Apostólico de Istambul), em Istambul | Sem estrutura unificada: Exarcado (Grécia e Istambul) | 1911                  |
| Igreja Greco-Católica Melquita               | Catedral de Nossa Senhora da Dormição, em Damasco (Síria) | Patriarcado (Greco-Melquita de Antioquia) | 1726                  |
| Igreja Greco-Católica Húngara                | Catedral Greco-Católica da Apresentação de Maria, em Hajdúdorog (Hungria) | Arquiepiscopado maior (Hajdúdorog) | 1912                  |
| Igreja Católica Ítalo-Albanesa               | - Catedral de São Nicolau de Mira (Eparquia de Lungro), Lungro (Itália) - Catedral de São Demétrio, o Grande Mártir (Eparquia de Piana degli Albanesi), em Palermo (Itália) - Mosteiro Exárquico de Santa Maria (Abadia Territorial de Santa Maria de Grottaferrata), em Grottaferrata (Itália) | Sem estrutura unificada (Eparquias de Lungro e Piana degli Albanes e Abadia Territorial de Santa Maria de Grottaferrata)                                                                                                   | 1784                  |
| Igreja Católica Bizantina Macedônia          | Catedral da Assunção da Bem-Aventurada Virgem Maria, em Strumica (Macedônia do Norte) | Eparquia (Strumica-Skopje) | 2001                  |
| Igreja Greco-Católica Romena unida com Roma  | Catedral da Santíssima Trindade, em Blaj (Romênia) | Arquiepiscopado maior (Făgăraș e Alba Iulia) | 1698                  |
| Igreja Católica Russa                        | Nenhuma | Nenhuma | 1905                  |
| Igreja Católica Rutena                       | Catedral Católica Bizantina de São João Batista, em Pittsburgh (Estados Unidos) | Metropolitanato (não possui uma estrutura unificada: metrópole com sede em Pittsburgh (EUA), alem da eparquia de Mukachevo (Ucrânia) e exarcado apostólico na República Tcheca, ambos diretamente subordinados à Santa Sé. | 1646                  |
| Igreja Greco-Católica Eslovaca               | Catedral de São João Batista, em Prešov (Eslováquia) | Metropolitanato (Prešov) | 1646                  |
| Igreja Greco-Católica Ucraniana              | Catedral da Ressurreição de Cristo, em Kiev (Ucrânia) | Arquiepiscopado maior (Kiev-Aliche) | 1595                  |

Nota: Os católicos de rito bizantino georgiano não são reconhecidos como uma Igreja particular (cf. cânon 27 do Código dos Cânones das Igrejas Orientais).

### Igreja Ortodoxa
| Igreja                                                  | Estrutura                   | Sede                                                                       | Autocefalia |
| ------------------------------------------------------- | --------------------------- | -------------------------------------------------------------------------- | ----------- |
| Patriarcado Ecumênico de Constantinopla                 | Quatro antigos patriarcados | Catedral de São Jorge, em Istambul (Turquia)                               | 381         |
| Patriarcado Ortodoxo Grego de Alexandria                | Quatro antigos patriarcados | Catedral da Anunciação, em Alexandria (Egito)                              | 325         |
| Patriarcado Ortodoxo Grego de Antioquia                 | Quatro antigos patriarcados | Catedral Mariamita de Damasco (Síria)                                      | 519         |
| Patriarcado Ortodoxo Grego de Jerusalém                 | Quatro antigos patriarcados | Igreja do Santo Sepulcro, em Jerusalém                                     | 451         |
| Igreja Ortodoxa Búlgara (BOC)                           | Patriarcados nacionais      | Catedral de Alexandre Nevsky, em Sófia (Bulgária)                          | 870         |
| Igreja Ortodoxa Georgiana (GOC)                         | Patriarcados nacionais      | Catedral da Santíssima Trindade de Tbilisi (Geórgia)                       | 1010        |
| Igreja Ortodoxa Sérvia (SOC)                            | Patriarcados nacionais      | Mosteiro Patriarcal de Peć (Kosovo)                                        | 1219        |
| Igreja Ortodoxa Russa (ROC)                             | Patriarcados nacionais      | Mosteiro de Danilov, em Moscou (Rússia)                                    | 1448        |
| Igreja Ortodoxa Romena (ROC)                            | Patriarcados nacionais      | Catedral Patriarcal Romena, em Bucareste (Romênia)                         | 1872        |
| Igreja Ortodoxa de Chipre (COC)                         | Arcebispados autocéfalos    | Catedral de São João Teólogo, em Nicósia (Chipre)                          | 431         |
| Igreja da Grécia (GOC)                                  | Arcebispados autocéfalos    | Catedral Metropolitana de Atenas e Mosteiro de Petraki, em Atenas (Grécia) | 1833        |
| Igreja Ortodoxa Albanesa (AOC)                          | Arcebispados autocéfalos    | Catedral da Ressurreição, em Tirana (Albânia)                              | 1922        |
| Igreja Ortodoxa Polonesa (POC)                          | Metrópoles autocéfalas      | Catedral de Santa Maria Madalena, em Varsóvia (Polônia)                    | 1924        |
| Igreja Ortodoxa das Terras Tchecas e Eslováquia (OCCLS) | Metrópoles autocéfalas      | Catedral de Alexandre Nevsky, em Prešov (Eslováquia)                       | 1951        |

| Igreja                           | Sede                                                            | Reconhecimento                                                                                          |
| -------------------------------- | --------------------------------------------------------------- | --- |
| Igreja Ortodoxa na América (OCA) | Catedral de São Nicolau, em Washington, D.C.(Estados Unidos)    | (Autocefalia concedida pela Igreja Ortodoxa Russa em 1970 e reconhecida por outras cinco igrejas)       |
| Igreja Ortodoxa Macedônia (MOC)  | Igreja de São Clemente de Ohrid, em Skopje (Macedônia do Norte) | (1967; Autocefalia concedida pela Igreja Ortodoxa Sérvia em 2022 e reconhecida por outras sete igrejas) |
| Igreja Ortodoxa da Ucrânia (OCU) | Mosteiro de São Miguel das Cúpulas Douradas, em Kiev (Ucrânia)  | (Autocefalia desde 2018, reconhecida pelo Patriarcado Ecumênico e três outras igrejas                   |

Também fazem fazem parte da Igreja Ortodoxa as Igrejas Autônomas: Sinai (Patriarcado de Jerusalém), Finlândia (Patriarcado Ecumênico), Estônia (Patriarcado Ecumênico), Japão (Patriarcado de Moscou), China (Patriarcado de Moscou), Ucrânia (Patriarcado de Moscou), Américas (Patriarcado Romeno), Bessarábia (Patriarcado Romeno), Moldávia (Patriarcado de Moscou); e as Igrejas semiautônomas: Creta (Patriarcado Ecumênico), Igreja Ortodoxa Russa Fora da Rússia (Patriarcado de Moscou) e América do Norte (Patriarcado de Antioquia).

### Outras religiões

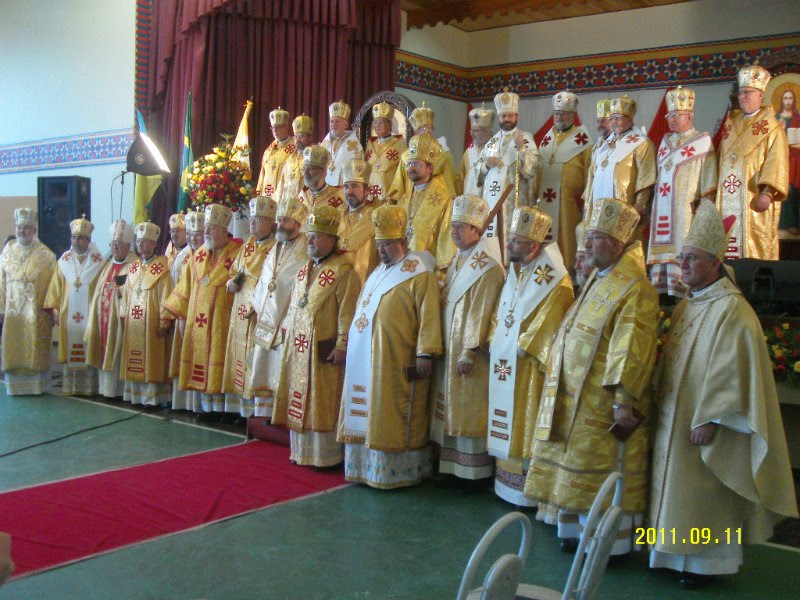
Bispos reunidos na Assembléia Geral realizada em Curitiba, Estado do Paraná, em setembro de 2011, estando Dom Sviastolav, atual Arcebispo-Môr, no centro, de cajado.

- A Igreja Luterana Ucraniana usa fórmulas litúrgicas do Rito Bizantino para formar o texto base para a Ordem de Serviço no Livro de Serviço Evangélico Ucraniano, bem como o Calendário Juliano Revisado.[15][16]
- Também foi usado pela Comunidade de Rito Oriental Alemão (Ostkirchlicher Konvent), pela Irmandade Luterana de São Valentim do Sínodo do Grand Canyon (ELCA) e na Igreja Evangélica Luterana da Confissão de Augsburgo, na Eslovênia.[15][16]
- Várias outras comunidades luteranas também usam o Rito Bizantino, que foi adaptado à teologia luterana.[15][16]